# Yıldırım Keskin
 (mars 2012).
Si vous disposez d'ouvrages ou d'articles de référence ou si vous connaissez des sites web de qualité traitant du thème abordé ici, merci de compléter l'article en donnant les références utiles à sa vérifiabilité et en les liant à la section « Notes et références ».
Yildirim Keskin est un écrivain et diplomate turc, né le 28 mars 1932 à Erzincan (Turquie) et mort le 18 février 2012 à Istanbul.

## Biographie
Il fait des études au Lycée de Galatasaray et à la Faculté de droit à Lausanne où il  finit avec une thèse de doctorat en droit.
En tant que diplomate, Yildirim Keskin a été Directeur Général des Affaires Culturelles au Ministère des Affaires Étrangères (1978-1979) et Ambassadeur à Sofia, Brasília, Lisbonne, Bruxelles et Délégué permanent auprès de l’Union de l’Europe Occidentale.
Il commence à publier ses écrits à l’âge de 14 ans dans les revues de jeunesse puis  dans les revues littéraires.
Publie son  premier roman Le Royaume d’Une Nuit en 1957, suivi des pièces de théâtre Le Lointain, (1960) écrit directement en français, Les Solitaires (1962), L’Inquisitoire (1964), Supposons que tu vas mourir (1974), Un  Homme Sain d’Esprit  (1979), La Jeune Fille à la Corbeille Fleurie (1992) et L’une des Quatre (2010).
Il a obtenu le Prix Orhan Kemal pour son roman La Ville Qui Attendait la Mort en 1997. Pousse-toi un peu que je m’y mette, son dernier roman, est sorti en 2003.
Yıldırım Keskin a réuni ses mémoires littéraires et diplomatiques en deux volumes : La Turquie sur les Chemins de l’Europe (2002) et Le Temps Qui Coule (2005).
En 2008 il a publié Les Principes du Théâtre.
La pureté de sa langue et la simplicité de son style lui ont valu les éloges de Nurullah Ataç, le grand critique littéraire.
Écrivain nihiliste, essayant toutefois  de trouver un sens à la vie. Dans son premier roman il affirme que « Le bonheur est de croire à un mensonge » et reste fidèle à cette idée dans toute son œuvre. À partir du moment où l’homme est pleinement conscient de l’absurdité de la vie, il peut accepter  par sa volonté et courage, de donner une signification à son existence.

### Représentation des pièces de théâtre
Le Lointain est représenté pour la première fois  au Théâtre Universitaire de Lausanne (1960), repris par le Théâtre de la Brique Rouge à Toulouse, en France (1983). 

## Œuvres
Il s'agit de la traduction des titres turcs et, sauf mention contraire, de la date de la publication en Turquie.
- 1957 Le  Royaume d’Une Nuit
- 1960 Le Lointain In : Gog et Magog - n°229, L'Avant-Scène, 1960, écrit en français
- 1962 Les Solitaires, traduit en italien
- 1964 L’Inquisitoire, traduit en roumain
- 1974 Supposons que tu vas Mourir, traduit en bulgare
- 1979 Un  Homme Sain d’Esprit, traduit en français et en grec, prix du Festival au Festival du Théâtre amateur de Corinthe en 1983 [réf. nécessaire]
- 1992 La Jeune Fille à la Corbeille Fleurie
- 1992 L’Homme Qui Passait (nouvelles)
- 1997 La Ville Qui Attendait la Mort (Ölümü Bekleyen Kent) Prix Orhan Kemal[1]
- 2003 Pousse-toi un peu que je m’y mette
- 2002 La Turquie sur les Chemins de l’Europe, mémoires
- 2005 Le Temps Qui Coule, mémoires
- 2008 Les Principes du Théâtre, étude
- 2010 L’une des Quatre